# Гоф, Дональд
Дональд Валентайн «Дон» Гоф (англ. Donald Valentine "Don" Gauf; 1 января 1927, Эдмонтон, Канада — 11 октября 2014, там же) — канадский хоккеист. Чемпион зимних Олимпийских играх в Осло (1952).

## Спортивная карьера
Играл на позиции защитника в клубе «Эдмонтон Меркуриз», представляя Канаду на международной арене. На первенстве мира в Великобритании (1950) вместе с партнерами по сборной выиграл золотую медаль. На зимних Играх в Осло (1952) становится олимпийским чемпионом, сыграв на турнире в семи матчах и забив три шайбы.
По окончании спортивной карьеры работал партнером и менеджером в компании Waterloo Mercury.
В 1968 г. был введен в Зал спортивной славы провинции Альберта.